# Fusion par confinement inertiel
Pour les articles homonymes, voir FCI.

Fusion par confinement inertiel et activation laser :
1. compression d'une capsule par laser ;
2. préparation ;
3. activation (laser haute puissance) ;
4. fusion et production d'énergie.

La fusion par confinement inertiel est une méthode utilisée pour porter une quantité de combustible aux conditions de température et de pression désirées en vue d'atteindre la fusion nucléaire. Le confinement du combustible de fusion est réalisé à l'aide de forces inertielles.

## Présentation
Cette méthode peut être mise en œuvre grâce à des techniques diverses, dont la striction axiale et le confinement inertiel par laser.
D'autres méthodes permettent de réaliser le confinement du combustible nécessaire à la fusion nucléaire, notamment le confinement magnétique, le confinement électrostatique et la fusion catalysée par muons.

## Mises en œuvre
En France, la start-up GenF développe une technologie de fusion par confinement inertiel pour produire de l’électricité. Il s’agit de la seule entreprise française active dans ce domaine. GenF est une filiale de Thales et collabore avec le CEA (notamment la Direction des applications militaires) et le CNRS,.